# Plestiodon egregius
Plestiodon egregius is een hagedis uit de familie skinken (Scincidae).

## Uiterlijke kenmerken
Deze soort blijft kleiner dan veel andere skinken uit het geslacht Plestiodon. De skink bereikt een totale lichaamslengte tot ongeveer 16 centimeter. De snuit is spits en een afsnoering bij de hals ontbreekt; het lichaam is slank en glad, de staart is langer dan het lijf. De pootjes zijn klein en staan enigszins uit elkaar. De kleur varieert van grijsbruin naar donkerbruin, de buik is lichter tot wit. Opvallend is de staart, die knalrood tot zalmroze van kleur is. Bij meer hagedissen hebben jongere exemplaren felgekleurde staarten, bij deze soort blijft de kleur behouden. Aan weerszijden van de flanken zijn twee lichtere strepen aanwezig.
De bekendste ondersoort is Plestiodon egregius lividus, die de blauwe staartpunt meestal behoudt als de hagedis volwassen wordt. De staart kleurt deels om naar oranje maar de laatste helft blijft blauw, waardoor de kleuren nog feller afsteken.

## Verspreiding en habitat
Plestiodon egregius komt voor in het uiterst zuidoostelijke deel van de Verenigde Staten in de staten Alabama, Florida en Georgia. De habitat bestaat uit drogere en warmere stenige gebieden waar de skink onder stenen en andere objecten op prooien wacht.
Door de internationale natuurbeschermingsorganisatie IUCN wordt de skink als 'veilig' beschouwd (Least Concern of LC). In sommige streken wordt de hagedis bedreigd door habitatvernietiging en het vangen van de dieren voor de handel in exotische dieren, de soort wordt beschermd door wetgeving.

## Levenswijze
Het voedsel bestaat uit insecten, vooral kakkerlakken en krekels, daarnaast worden ook spinnen en andere kleine ongewervelden gegeten. Exemplaren die in kustgebieden leven, eten voornamelijk kreeftachtigen. Bij verstoring schiet de hagedis razendsnel onder een steen. Bij predatie laat de staart los zodat de vijand wordt afgeleid, dit wordt wel caudale autotomie genoemd.

## Naam en indeling
De wetenschappelijke naam van de skink werd voorgesteld door Spencer Fullerton Baird in 1858. Laster werd de skink tot het geslacht Eumeces gerekend en onder de naam Eumeces egregius is de hagedis in veel literatuur bekend.
Er is nog geen Nederlandstalige naam voor deze soort die in veel andere talen met 'molskink' wordt aangeduid vanwege de gravende levenswijze.

### Ondersoorten
Er zijn vijf ondersoorten die verschillen in het verspreidingsgebied. Ook het uiterlijk verschilt, zoals de lichaamslengte en de kleur van de staart. De staart van de ondersoort Plestiodon egregius lividus is bijvoorbeeld blauw, terwijl die van Plestiodon egregius onocrepis rood tot oranje maar ook geel, roze, paars of bruin kan zijn, echter nooit blauw.
| Naam                          | Auteur         | Verspreidingsgebied                                                                                            |
| ----------------------------- | -------------- | --- |
| Plestiodon egregius egregius  | Baird, 1859    | Verenigde Staten; (Florida, alleen Florida Keys)                                                               |
| Plestiodon egregius insularis | Mount, 1965    | Verenigde Staten; (Florida, alleen Cedar- en Seahorse Keys)                                                    |
| Plestiodon egregius lividus   | Mount, 1965    | Verenigde Staten; (Een klein gebied in centraal Florida)                                                       |
| Plestiodon egregius onocrepis | Cope, 1871     | Verenigde Staten; (midden- en zuidelijk Florida)                                                               |
| Plestiodon egregius similis   | McConkey, 1957 | Verenigde Staten; (noordelijk Florida, zuidelijk en midden Georgia en delen van zuidelijk en centraal Alabama) |